# Eesti Laul 2017
La nona edizione dell'Eesti Laul si è tenuta dall'11 febbraio al 4 marzo 2017 e ha selezionato il rappresentante dell'Estonia all'Eurovision Song Contest 2017 a Kiev.
I vincitori sono stati Koit Toome & Laura con Verona.

## Organizzazione
L'Eesti Laul è il festival musicale che funge da metodo di selezione nazionale per l'Estonia all'Eurovision Song Contest. La nona edizione, come le precedenti, è stata organizzata dall'emittente estone Eesti Rahvusringhääling (ERR).
Il festival è stato articolato in due semifinali da 10 partecipanti e una finale, alla quale si sono qualificati i primi 5 classificati delle semifinali. I primi 4 sono stati scelti da una combinazione del voto di televoto e giuria, mentre l'ultimo finalista è stato scelto dal solo televoto in un secondo round di votazioni.

## Partecipanti
La lista dei partecipanti annunciata il 8 novembre 2016.
| Artista                             | Titolo                | Traduzione | Compositori                                                                                  |
| ----------------------------------- | --------------------- | ---------- | -------------------------------------------------------------------------------------------- |
| Almost Natural                      | Electric              | Inglese    | Anis Arumets, Amiran Gorgazjan, Noah McNamara, Willie Weeks                                  |
| Alvistar Funk Association           | Make Love, Not War    | Inglese    | Margus Alviste, Inga Kaare, Jürgen Urbanik                                                   |
| Angeelia                            | We Ride With Our Flow | Inglese    | Angeelia Maasik, Andres Kõpper                                                               |
| Anstud                              | Vihm                  | Estone     | Aile Alveus-Krautmann                                                                        |
| Ariadne                             | Feel Me Now           | Inglese    | Margus Piik, Tomi Rahula, Anni Rahula                                                        |
| Carl-Philip                         | Everything But You    | Inglese    | Carl-Philip Madis, Carola Madis, Arno Krabman, Jaap Reesema, Leon Paul Palmen, Noah McNamara |
| Close To Infinity feat. Ian Karell  | Sounds Like Home      | Inglese    | Ian Robert Karell, Johannes Kanter, Sander Ulp, Tanel Kordemets                              |
| Daniel Levi                         | All I Need            | Inglese    | Daniel Levi Viinalass, Ago Teppand                                                           |
| Elina Born                          | In or Out             | Inglese    | Stig Rästa, Vallo Kikas, Fred Krieger                                                        |
| Ivo Linna                           | Suur loterii          | Estone     | Rainer Michelson, Urmas Jaarman                                                              |
| Janno Reim & Kosmos                 | Valan pisaraid        | Estone     | Janno Reim                                                                                   |
| Karl-Kristjan & Whogaux feat. Maian | Have You Now          | Inglese    | Karl-Kristjan Kingi, Hugo "Whogaux" Martin Maasikas, Maian Lomp                              |
| Kerli                               | Spirit Animal         | Inglese    | Kerli Kõiv, Brian Ziff                                                                       |
| Koit Toome & Laura                  | Verona                | Inglese    | Sven Lõhmus                                                                                  |
| Laura Prits                         | Hey Kiddo             | Inglese    | Laura Prits, Andres Kõpper, Tara Nabi                                                        |
| Leemet Onno                         | Hurricane             | Inglese    | Leemet Onno, Ed Struijlaart                                                                  |
| Lenna Kuurmaa                       | Slingshot             | Inglese    | Lenna Kuurmaa, Nicolas Rebscher, Michelle Leonard                                            |
| Liis Lemsalu                        | Keep Running          | Inglese    | Liis Lemsalu, Mihkel Mattisen, Gustaf Svenungsson, Magnus Wallin                             |
| Rasmus Rändvee                      | This Love             | Inglese    | Rasmus Rändvee, Ewert Sundja, Bert Prinkenfeld, Stewart James Brock                          |
| Uku Suviste                         | Supernatural          | Inglese    | Uku Suviste, Oliver Mazurtšak                                                                |

## Semifinali

### Prima semifinale
La prima semifinale si è tenuta l'11 febbraio 2017 presso l'ETV Stuudio di Tallinn.
I primi 4 classificati sono stati:  Ivo Linna, Lenna Kuurmaa, Elina Born, Karl-Kristjan & Whogaux feat. Maian, mentre la vincitrice del secondo round è stata Ariadne.
| #  | Artista                             | Titolo             | Punteggio | Punteggio | Punteggio | Posizione |
| #  | Artista                             | Titolo             | Giuria    | Televoto  | Totale    | Posizione |
| -- | ----------------------------------- | ------------------ | --------- | --------- | --------- | --------- |
| 1  | Elina Born                          | In or Out          | 12        | 5         | 17        | 3         |
| 2  | Carl-Philip                         | Everything But You | 7         | 4         | 11        | 6         |
| 3  | Laura Prits                         | Hey Kiddo          | 1         | 3         | 4         | 8         |
| 4  | Leemet Onno                         | Hurricane          | 2         | 2         | 4         | 9         |
| 5  | Ivo Linna                           | Suur loterii       | 6         | 12        | 18        | 1         |
| 6  | Lenna Kuurmaa                       | Slingshot          | 10        | 7         | 17        | 2         |
| 7  | Karl-Kristjan & Whogaux feat. Maian | Have You Now       | 8         | 8         | 16        | 4         |
| 8  | Janno Reim & Kosmos                 | Valan pisaraid     | 3         | 1         | 4         | 10        |
| 9  | Ariadne                             | Fell Me Now        | 5         | 10        | 15        | 5         |
| 10 | Uku Suviste                         | Supernatural       | 4         | 6         | 10        | 7         |

#### Secondo round
| # | Artista             | Titolo             | Televoto | Posizione |
| - | ------------------- | ------------------ | -------- | --------- |
| 1 | Carl-Philip         | Everything But You | 1089     | 3         |
| 2 | Laura Prits         | Hey Kiddo          | 696      | 6         |
| 3 | Leemet Onno         | Hurricane          | 743      | 5         |
| 4 | Janno Reim & Kosmos | Valan pisaraid     | 991      | 4         |
| 5 | Ariadne             | Feel Me Now        | 8065     | 1         |
| 6 | Uku Suviste         | Supernatural       | 2906     | 2         |

### Seconda semifinale
La seconda semifinale si è tenuta il 18 febbraio 2017 presso l'ETV Stuudio di Tallinn.
I primi 4 classificati sono stati: Kerli, Koit Toome & Laura, Rasmus Rändvee, Liis Lemsalu, mentre il vincitore del secondo round è state Daniel Levi.
| #  | Artista                            | Titolo                | Punteggio | Punteggio | Punteggio | Posizione |
| #  | Artista                            | Titolo                | Giuria    | Televoto  | Totale    | Posizione |
| -- | ---------------------------------- | --------------------- | --------- | --------- | --------- | --------- |
| 1  | Koit Toome & Laura                 | Verona                | 6         | 12        | 18        | 2         |
| 2  | Kerli                              | Spirit Animal         | 12        | 8         | 20        | 1         |
| 3  | Daniel Levi                        | All I Need            | 10        | 4         | 14        | 5         |
| 4  | Liis Lemsalu                       | Keep Running          | 8         | 7         | 15        | 4         |
| 5  | Close To Infinity feat. Ian Karell | Sounds Like Home      | 1         | 2         | 3         | 9         |
| 6  | Anstud                             | Vihm                  | 4         | 6         | 10        | 6         |
| 7  | Almost Natural                     | Electric              | 2         | 1         | 3         | 10        |
| 8  | Rasmus Rändvee                     | This Love             | 7         | 10        | 17        | 3         |
| 9  | Alvistar Funk Association          | Make Love, Not War    | 3         | 3         | 6         | 8         |
| 10 | Angeelia                           | We Ride With Our Flow | 5         | 5         | 10        | 7         |

#### Secondo round
| # | Artista                            | Titolo                | Televoto | Posizione |
| - | ---------------------------------- | --------------------- | -------- | --------- |
| 1 | Daniel Levi                        | All I Need            | 4058     | 1         |
| 2 | Close To Infinity feat. Ian Karell | Sounds Like Home      | 1578     | 4         |
| 3 | Antsud                             | Vihm                  | 2245     | 3         |
| 4 | Almost Natural                     | Electric              | 915      | 6         |
| 5 | Alvistar Funk Association          | Make Love, Not War    | 1305     | 5         |
| 6 | Angeelia                           | We Ride With Our Flow | 2265     | 2         |

## Finale
La finale si è tenuta il 4 marzo 2017 presso la Saku Suurhall di Tallinn.
| #  | Artista                             | Titolo        | Punteggio | Punteggio | Punteggio | Posizione |
| #  | Artista                             | Titolo        | Giuria    | Televoto  | Totale    | Posizione |
| -- | ----------------------------------- | ------------- | --------- | --------- | --------- | --------- |
| 1  | Liis Lemsalu                        | Keep Running  | 6         | 4         | 10        | 7         |
| 2  | Koit Toome & Laura                  | Verona        | 5         | 12        | 17        | 2         |
| 3  | Karl-Kristjan & Whogaux feat. Maian | Have You Now  | 8         | 5         | 13        | 4         |
| 4  | Lenna Kuurmaa                       | Slingshot     | 7         | 2         | 9         | 8         |
| 5  | Daniel Levi                         | All I Need    | 2         | 3         | 5         | 9         |
| 6  | Elina Born                          | In or Out     | 1         | 1         | 2         | 10        |
| 7  | Ivo Linna                           | Suur loterii  | 4         | 8         | 12        | 5         |
| 8  | Rasmus Rändvee                      | This Love     | 10        | 6         | 16        | 3         |
| 9  | Ariadne                             | Fell Me Now   | 3         | 7         | 10        | 6         |
| 10 | Kerli                               | Spirit Animal | 12        | 10        | 22        | 1         |

### Superfinale
| # | Artista            | Titolo        | Televoto | Posizione |
| - | ------------------ | ------------- | -------- | --------- |
| 1 | Kerli              | Spirit Animal | 30%      | 2         |
| 2 | Rasmus Rändvee     | This Love     | 15%      | 3         |
| 3 | Koit Toome & Laura | Verona        | 55%      | 1         |

## All'Eurovision Song Contest
L'Estonia si è esibita 17ª nella seconda semifinale, dove si è classificata 14ª con 85 punti, mancando la qualificazione per la finale.

### Giuria
La giuria estone per l'Eurovision Song Contest 2017 è stata composta da:
- Olavi Paide, produttore televisivo
- Rasmus Rändvee, cantante
- Getter Jaani, cantante (rappresentante dell'Estonia nel 2011)
- Jakko Maltis, cantante
- Marju Länik, cantante